# シャリ＝バギルミ県
シャリ＝バギルミ県はチャドの14の県のうちの1つ。チャドの西部に位置し、面積は82,910km2、人口は720,941人（1993年）である。県都はンジャメナ。